# Hahayusurika ogasaundecima
Hahayusurika ogasaundecima är en tvåvingeart som beskrevs av Sasa och Suzuki 1997. Hahayusurika ogasaundecima ingår i släktet Hahayusurika och familjen fjädermyggor. Inga underarter finns listade i Catalogue of Life.